# Harmath Andrea
Harmath Andrea (? – 2014. január 17.) magyar színésznő.

## Életpálya
Tizenöt évig zongorázni tanult, mellette tánc- és énekórákra is járt.
1974 és 1977 között a Színművészeti Főiskola operett-musical szakának hallgatója. Osztályvezető tanárai Kazán István és Versényi Ida voltak. Gyakorlati idejét a Budapesti Gyermekszínházban töltötte. Diplomás színésznőként 1977-ben szerződött a Szegedi Nemzeti Színházhoz. Dunajevszkij Szabad szél című operettjében, Pepita szerepében debütált, majd játszott – egyebek mellett – a Luxemburg grófjában, a Bob hercegben, A mosoly országában. Mozgáskultúrájára jellemző, hogy például Szegeden, A Bajadér című operettben, a darab koreográfusa Veöreös Boldizsár, kimondottan a kedvéért – ismerve Harmath Andrea tánckészségét – egy új táncot is beiktatott. 1987-ben szerződött Szegedről Budapestre. Később szabadfoglalkozású művészként lépett színpadra, különböző zenés műsorokban. Kiváló zenei adottságokkal bíró, sokoldalú, ragyogó, színpadra termett egyéniség volt. 2014. január 17-én hunyt el.

## Fontosabb színházi szerepei
- Alexandre Dumas – Mark Rozovszkij: A három testőr... Constance Bonacieux, a királynő bizalmasa
- William Schwenck Gilbert – Arthur Sullivan: A mikádó... Yum-Yum
- Száraz György: II. Rákóczi Ferenc... Batthyányné
- Nóti Károly: Nyitott ablak... Gréti
- Barnassin Anna – Madarász Iván: Messze még a holnap... Munkásegyleti lány
- Kálmán Imre: Csárdáskirálynő... Szilvia
- Kálmán Imre: A bajadér... Odette Darimonde
- Kálmán Imre: A Montmartre-i ibolya... Violetta
- Iszaak Oszipovics Dunajevszkij: Szabad szél... Diabolo Pepita
- Leo Fall: Sztambul rózsája... Midili
- Hervé: Nebáncsvirág... Denise de Flavigny (Nebáncsvirág)
- Jacobi Viktor: Sybill... Sybill
- Fényes Szabolcs: Maya... Maya
- Ábrahám Pál: Bál a Savoyban... La Tangolita, brazil táncosnő
- Huszka Jenő – Szilágyi László: Mária főhadnagy... Mária
- Huszka Jenő – Martos Ferenc: Lili bárónő... Lili bárónő
- Huszka Jenő – Bakonyi Károly – Martos Ferenc: Bob herceg... Annie
- Lehár Ferenc – Gábor Andor – Szenes Iván: Luxemburg grófja... Angéle
- Lehár Ferenc: A mosoly országa... Mi
- Emil Sautter – Robert Gilbert – Paul Burkhard: Tűzijáték... Anna
- Franz Schubert – Berté Henrik: Három a kislány... Hédi

## Filmek, tv
- A 78-as autóbusz útvonala (1974)
- Simon és Clotilde (1977)... Clotilde